# Calceolaria aquatica
Calceolaria aquatica är en toffelblomsväxtart som beskrevs av Addison Brown och Bouche. Calceolaria aquatica ingår i släktet toffelblommor, och familjen toffelblomsväxter. Inga underarter finns listade i Catalogue of Life.